# Niedźwiednik (Ziębice)
Niedzwiednik (deutsch Bärwalde; schlesisch Bärwaale oder Bärwale) ist ein Dorf in der Stadt- und Landgemeinde Ziębice (Münsterberg) im Powiat Ząbkowicki (Kreis Frankenstein) der Woiwodschaft Niederschlesien in Polen.

## Lage
Das Dorf liegt in Niederschlesien, siebeneinhalb Kilometer südlich von Ziębice an der Landstraße 385, die von dort nach Ząbkowice Śląskie (Frankenstein) verläuft. Nachbarorte sind Krzelków (Krelkau) im Nordosten, Ziębice (Münsterberg) im Osten, Osina Wielka (Groß Nossen) im Südosten, Biernacice (Bernsdorf), Starczówek (Neu Altmannsdorf) und Niedźwiedź (Bärdorf) im Südosten, Doboszowice (Hertwigswalde) im Süden, Starczów (Altmannsdorf)  im Südwesten, Służejów (Schlause) im Osten und Rososznica (Olbersdorf) im Norden.

## Geschichte
Bärwalde, ein ansehnliches Dorf, dessen größter Theil der Bauerschaft zu den Fürstl. Kammergüthern des Schlosses in Frankenstein gehört. Vor alten Zeiten besaß es, und zwar 1357 Nikel von Bärswald, 1390 Hans von Bärenwald und denn Pilgrin von Bärenwald. Nach diesen Hans von Borav, dessen Sohn Hartung solches 1436 an die Gebrüder, Barthol. Nikolaus, Johann, Urban und Martin von Schrom verkaufte. Nach der Zeit ward das Dorf zertheilt, da denn auf dem Vorwerke Herrn gewesen sind: Hans von Warnsdorf und Trautenau, welcher es 1474 an Bernhard Trehem verkaufte; als dieser aber seinen Bruder ums Leben gebracht, nahm ihm Herzog Heinrich der Aeltere dieses Guth weg, gab es hingegen aus Gnaden 1480 seinem Sohne George Trehem wieder. 1493 besaß dasselbe Wenzel Trehem, und 1513 Thomas von Bischofsheim auf Allgersdorf, der dem Dominikanerkloster in Frankenstein einen jährlichen Zins von 20 Ungr Gulden überließ, doch mit Vorbehalt, solchen wieder einzulösen. 1542 war Herr allhier Hans von Dobeneck, welcher die freye Schaafstrift ums ganze Dorf, mittelst einer Konfirmation, erhielte. Ihm folgte 1544 der Balthasar Laban von Bielwiese (vielleicht Pillwösche), welcher aber noch für erhaltener Konfirmation starb. Leonhard von Bischofsheim, der schon auf dem andern Theile das Kirchenlehn nebst Ober und Niedergerichte besaß, verkaufte sein Theil an Jakob von Reichau, welcher es endlich samt dem Vorwerke 1566 an den Kaspar von Keul überließ; dessen Sohn Adam Keul brachte es an Kasper und Heinrich von Prädel, von denen es 1613 Friedrich von Näse und Obischau erkaufte. Diesem folgte im Besitze desselben 1661 Julian Heinrich, 1715 Sigmund Abraham von Vippach und Schwarze, dessen Sohn solches bis 1747 besessen; da es alsdenn von ihm käuflich an Ernst Sigmund von Nez auf Schlause gelangte. 1784 besitzt es dessen Schwiegersohn, George Friedrich von Wenzky, Landrath im Strehlenschen Kreise, der es 1764 kaufte.

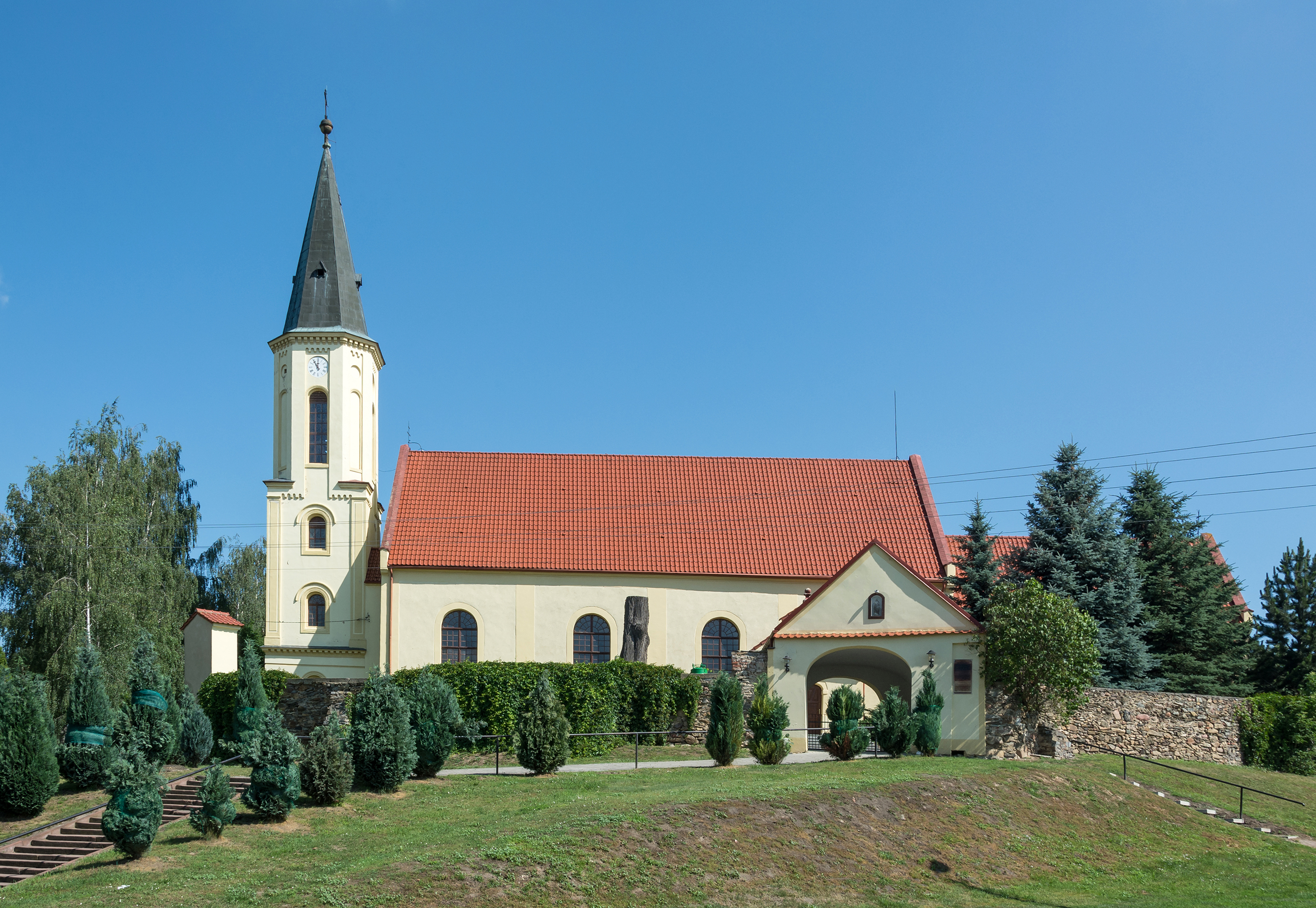
Kirche St. Johannes der Evangelist in Niedźwiednik

Den andern Theil dieses Dorfs hatte obenerwähnter Leonhard Bischofsheim, von welchem derselbe an den Hans von Sebottendorf kam; dieser verkaufte solchen an den Rath in Münsterberg, welchen Kauf auch Herzog Johann d. d. Oels Montags nach Miserikordias konfirmirte. Der Magistrat veräuserte 1573 wieder 6 Bauern davon an den Kaspar Keul auf dem Vorwerke, war auch im Begriff den übrigen Theil an diesen Keul zu veräusern; die Bauern aber gingen an das Kaiserliche Amt, erbothen sich selbst zu lösen, welches auch angenommen wurde, und sie erhielten ein Privilegium, dass sie niemals mehr vom Schlosse Frankenstein veräusert werden sollten. Daher dieser Antheil, welcher (1785) aus 1 Kirche, 1 Pfarrwohnung, 1 Schulhaus, 25 ganzen Bauern, 9 Dreschgärtnern, 32 Häuslern, 1 Wassermühle, 1 Gemeinhaus bestehet, noch dem Fürst von Auersperg gehört, dem auch das Patronatrecht zusteht. Der erstere Antheil hingegen hat 1 herrschaftlich Vorwerk, 5 ganze Bauern, 9 Dreschgärtner, 1 Häusler, 1 Wassermühle; und überhaupt sind 458 Einwohner des Dorfs.
Die Kirche, welche in neuern Zeiten fast von Grund aus neu erbaut worden, ist ein schönes Gebäude mit viel zierlichen Altären versehen. Sie gehörte vor diesem lange Zeit den Evangelischen; im Jahr 1644 aber kam sie in die Hände der Katholiken. Sie ist dem Täufer Johannes geweiht, und Herzog Bolko beschenkte dieselbe diesem Heiligen zu Ehren 1340 mit 3 zinsbaren Ruthen Acker.
Nach dem Ersten Schlesischen Krieg 1742 fiel es mit dem größten Teil Schlesiens an Preußen.
1845, in zwei Anteilen, Reg. u. OLG. Breslau (MG.), Münsterberg, WSW. 1 M., Post Krst. Ev. K. zu Olbendorf, 1 kath. Pfarr-K., der Pfarrer ist Erzpriester u. Schulen-Insp. des Archip. u. Kr. Münsterberg.
1 fund. Kaplan, 1 Pfarr-Wiedm. Eingepf. pro on. Bärwalde, Schlause u. die Kath. in Olbersdorf u. Reisezaget, dies Kr. Frankenstein. 1 kath. Sch., 1 L. (Lehrer), 1 Hilfsl. (Hilfslehrer), Patr. u. Collat. Standesh. Eingesch. Schlause u. Reisezagel, dies Kr. Frankenstein, u. gastw. Olbersdorf. – Anth. a) Besitzer Freier Minder-Standesh. Graf Konstantin v. Schlabrendorf. Gerichts-A. der Standesherrsch. Münsterb. -Frankenstein.
1 Freischoltis., 76 H. (Häuser), 629 E. (13 ev.); 1 Wssrm. 2 G., 22 Handw., 12 Handl. Anth. b) Königl. Landrath C. F. v. Wensky. Patrim.G., auch crim. Just. Fritsch in Frankenstein. 1 Vorw., 21 H. (Häuser), 162 E. (46 ev.). 1 Wssrm. 2 G. Einige Handw.
1905 werden im Schlesisches Güter = Adressbuch, Verzeichnis sämtlicher Rittergüter und selbständigen Gutsbezirke, sowie solcher grösseren Landgüter der Provinz Schlesien, welche innerhalb der Guts und Gemeindebezirke mit einem Grundsteuer=Reinertrage von etwa 1500 Mark und mehr veranlagt sind, für Bärwalde folgende genannt:
Erbscholtisei 50 ha (Rob. Hentschel, GrdSt.-R.-E. 2178 M.), Gut Nr. 19 (Heinrich Buchwald, 50 ha, Grdst.-R.-E. 1985 M.), Gut Nr. 4 u. 61 (P. Barisch, 34,5 ha, Grdst.-R.-E. 1613 M.).
Nach der Auflösung des Kreises Münsterberg gehörte Bärwalde von 1932 bis 1945 zum Landkreis Frankenstein.
Als Folge des Zweiten Weltkriegs fiel Bärwalde mit fast ganz Schlesien 1945 an Polen. Nachfolgend wurde es durch die polnische Administration in Niedzwiednik umbenannt. Die deutschen Einwohner wurden, soweit sie nicht schon vorher geflohen waren, vertrieben. Die neu angesiedelten Bewohner stammten teilweise aus Ostpolen, das an die Sowjetunion gefallen war.

## Persönlichkeiten
- Ernst Friedrich von Wentzky und Petersheyde (1767–1852), preußischer Landrat und Landschaftsdirektor